# یونیورسیتی پارک (آیووا)
یونیورسیتی پارک (به انگلیسی: University Park) شهری در ایالت آیووا کشور ایالات متحده آمریکا است که جمعیت آن در سرشماری سال ۲۰۱۰ میلادی، ۴۸۷ نفر بوده‌است.